# Diana Wynyard
Diana Wynyard, nata  Dorothy Isobel Cox (Londra, 16 gennaio 1906 – Londra, 13 maggio 1964), è stata un'attrice britannica.
Nata a Londra, Diana Wynyard iniziò la sua carriera di attrice in palcoscenico. Si affermò nei teatri di Liverpool e di Londra, andando poi a Broadway dove recitò con i fratelli Barrymore in una commedia nella parte della principessa Natasha, parte che riprese poi anche sullo schermo, esordendo al cinema con Rasputin e l'imperatrice di Richard Boleslawski e Charles Brabin.
Dal 1943 al 1947 fu moglie del regista britannico Carol Reed.

## Filmografia parziale

### Cinema
- Rasputin e l'imperatrice (Rasputin and the Empress), regia di Richard Boleslawski e Charles Brabin (1932)
- Cavalcata (Cavalcade), regia di Frank Lloyd (1933)
- Men Must Fight, regia di Edgar Selwyn (1933)
- Notturno viennese (Reunion in Vienna), regia di Sidney Franklin (1933)
- Where Sinners Meet, regia di J. Walter Ruben (1934)
- Let's Try Again, regia di Worthington Miner (1934)
- One More River, regia di James Whale (1934)
- La notte dell'incendio (On the Night of the Fire), regia di Brian Desmond Hurst (1939)
- Gaslight, regia di Thorold Dickinson (1940)
- Freedom Radio, regia di Anthony Asquith (1941)
- The Prime Minister, regia di Thorold Dickinson (1941)
- Kipps, regia di Carol Reed (1941)
- Un marito ideale (An Ideal Husband), regia di Alexander Korda (1947)
- Tom Brown's Schooldays, regia di Gordon Parry (1951)
- The Feminine Touch, regia di Pat Jackson (1956)
- L'isola nel sole (Island in the Sun), regia di Robert Rossen (1957)

### Televisione
- Mayerling (Producers' Showcase), regia di Anatole Litvak - film TV (1957)

## Doppiatrici italiane
- Giovanna Scotto in L'isola nel sole
- Maria Pia Di Meo in Rasputin e l'imperatrice (doppiaggio tardivo)